# Осибори

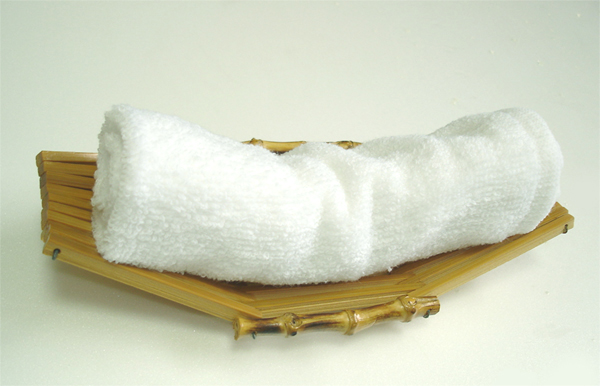
Многоразовое осибори на подставке

Осибори (яп. お絞り) — влажное полотенце, которое подаётся перед едой для вытирания лица и рук. Многоразовые осибори зимой обычно подаются подогретыми, а летом охлаждёнными.

## Происхождение слова
Слово осибори происходит от сибору (яп. 絞る, выжимать) с добавлением префикса вежливости о-. В японских текстах слово обычно пишется хираганой (おしぼり), но иногда и кандзи (お絞り или 御絞り).

## Обычное осибори

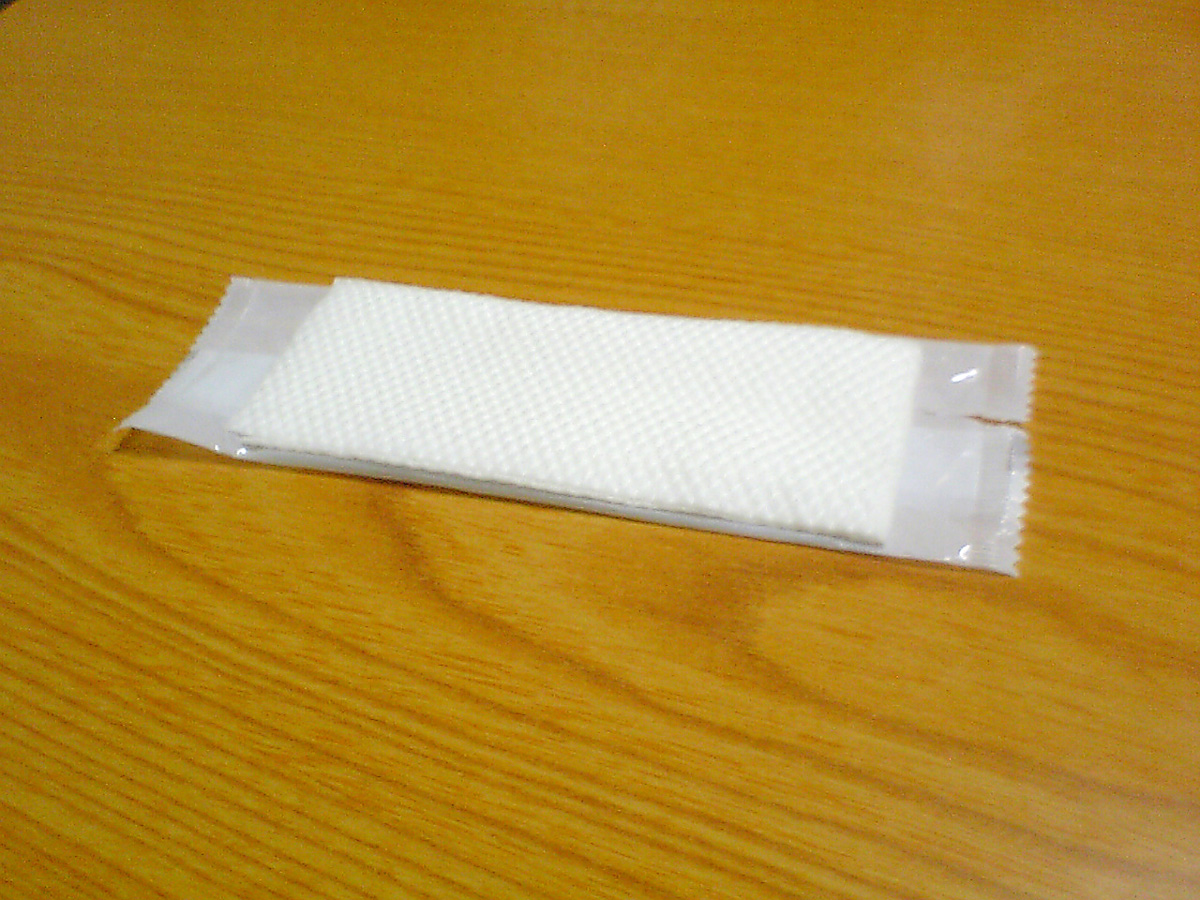
Одноразовое бумажное осибори

Обычное осибори, сделанное из ткани, мочат в воде и выжимают. Его помещают на столе для клиентов, чтобы вытирать руки до и во время еды. Осибори обычно скручено или сложено и может подаваться на специальной подставке.
В зависимости от сезона осибори могут мочить в горячей или холодной воде, пропаривать, чтобы нагреть, или держать в холодильнике, чтобы охладить. Рестораны часто держат нагревательный шкаф или холодильник специально для осибори. Также бывают одноразовые осибори, сделанные из бумаги и смоченные стерилизующим раствором, например на основе спирта. В отличие от тканевого осибори, бумажное сложено и подаётся в герметичной пластиковой упаковке. Может также идти с различными бэнто или предлагаться бесплатно при его заказе вместе с палочками для еды.
Осибори выдаются на большинстве рейсов в Японию и из Японии. Японские Авиалинии (JAL) начали делать это в 1959 г.

## Осибори-сервисы
Так как многие заведения используют осибори в больших количествах, то часто не готовят их сами, а арендуют в специальном осибори-сервисе. Там их стирают, скручивают и доставляют уже влажными. Обычно такие осибори упакованы в запечатанные полиэтиленовые пакеты со специальными надрезами, чтобы их легко вскрыть. Осибори используются около 25 раз, после чего их продают другим компаниям на тряпки или переработку.